# 林鑫民
林鑫民（英語：Lin Hsin-Min，1994年5月25日—）是台灣射箭運動員。2017年夏季世界大學運動會和林哲瑋、陳享宣搭檔出賽男子團體項目8強止步最終排名第6，個人賽32強止步。

## 外部連結
- World Archery （页面存档备份，存于）